# Air Littoral
Air Littoral war eine französische Regionalfluggesellschaft mit Sitz in Le Castellet.

## Geschichte
Air Littoral wurde im Jahr 1973 gegründet.
Von 1991 bis 1992 hielt KLM Royal Dutch Airlines einen Anteil von 35 % an der Gesellschaft. Im Jahr 1998 erwarb die Muttergesellschaft der Swissair, die SAirGroup, 44 % an Air Littoral, dieser Anteil wurde später auf 49 % ausgebaut. Im selben Zeitraum wurde sie Mitglied in der von Swissair initiierten Luftfahrtallianz Qualiflyer Group und sollte später auch mit den anderen SAirGroup-Beteiligungen Air Liberté und AOM fusionieren. Infolge der Insolvenz der Swissair 2001 kam dies nicht zustande und die Anteile wurden an den ehemaligen Vorstandsvorsitzenden der Air Littoral, Marc Dufour, verkauft.
Am 17. Februar 2004 ordnete ein Gericht die Schließung der Air Littoral an, nachdem ihr bereits zuvor infolge einer Insolvenz die Lizenz durch die Behörden entzogen worden war. Mehrere Rettungs- und Übernahmeversuche waren gescheitert.

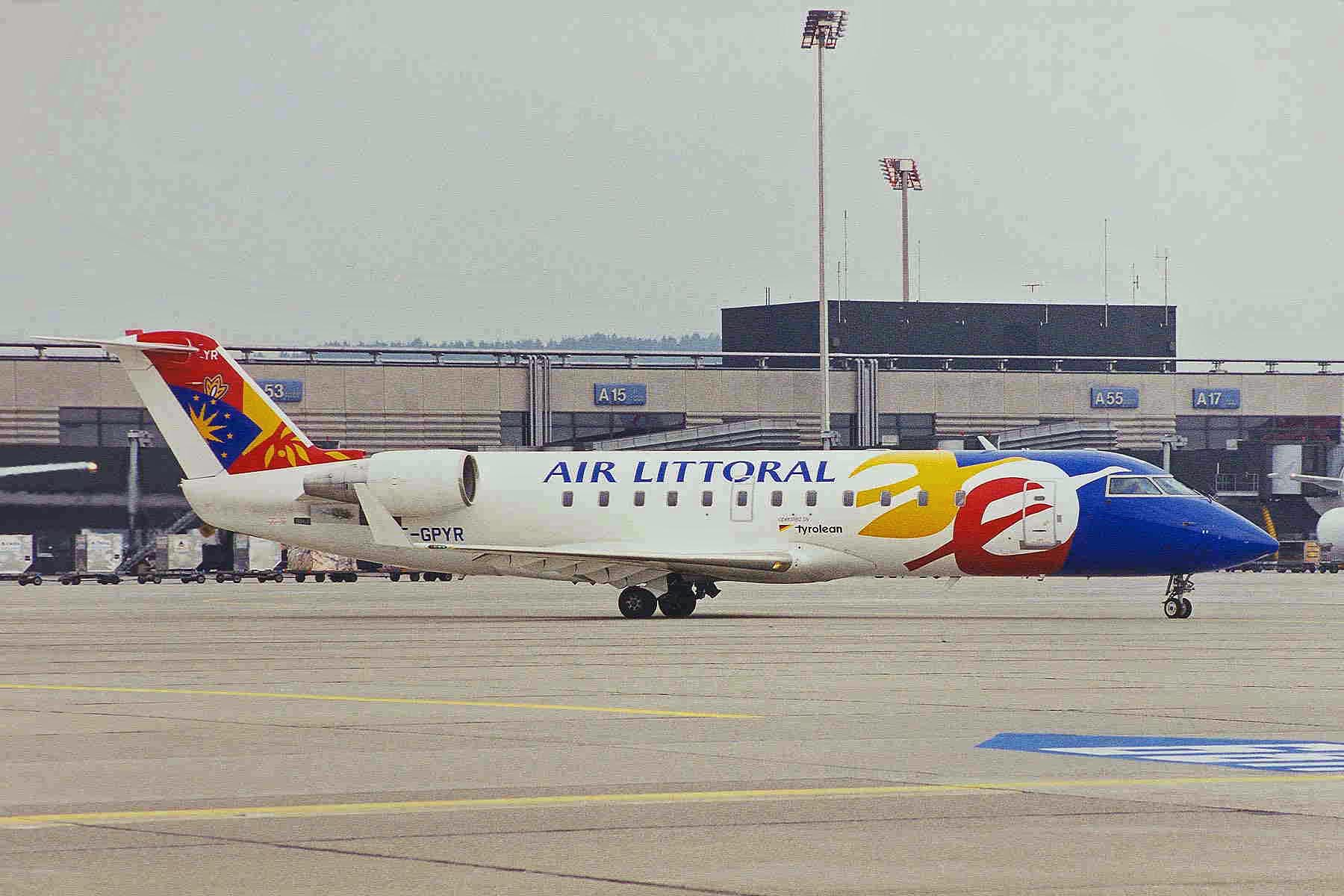
Canadair Regional Jet CRJ100 der Air Littoral, 1999

## Flotte

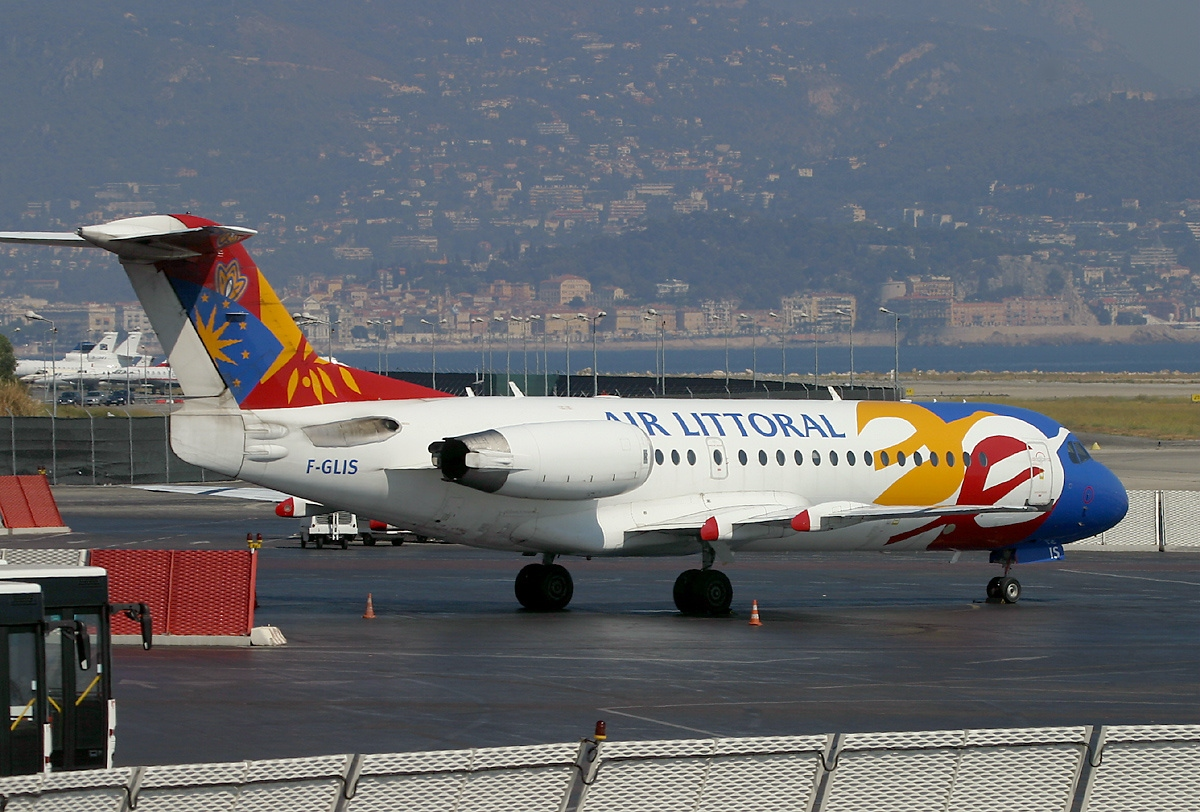
Fokker 70 der Air Littoral, 2003

Zur Einstellung des Flugbetriebs bestand die Flotte der Air Littoral aus 17 Flugzeugen:
- 17 Bombardier CRJ100.

Vorher hatte die Gesellschaft u. a. folgende Flugzeugmuster betrieben:
- ATR-42
- ATR-72
- Beechcraft 1900
- Britten-Norman BN-2 Islander
- Embraer EMB 110 Bandeirante
- Embraer EMB 120 Brasilia
- Fairchild F-27
- Fokker F-27
- Fokker F28
- Fokker 70
- Fokker 100 15 Flugzeuge[3]
- Nord 262
- Piper PA-31-350 Navajo Chieftain
- Swearingen Metro.

## Zwischenfälle
Bei Air Littoral kam es zu drei Totalverlusten von Flugzeugen. Dabei kamen 21 Menschen ums Leben.

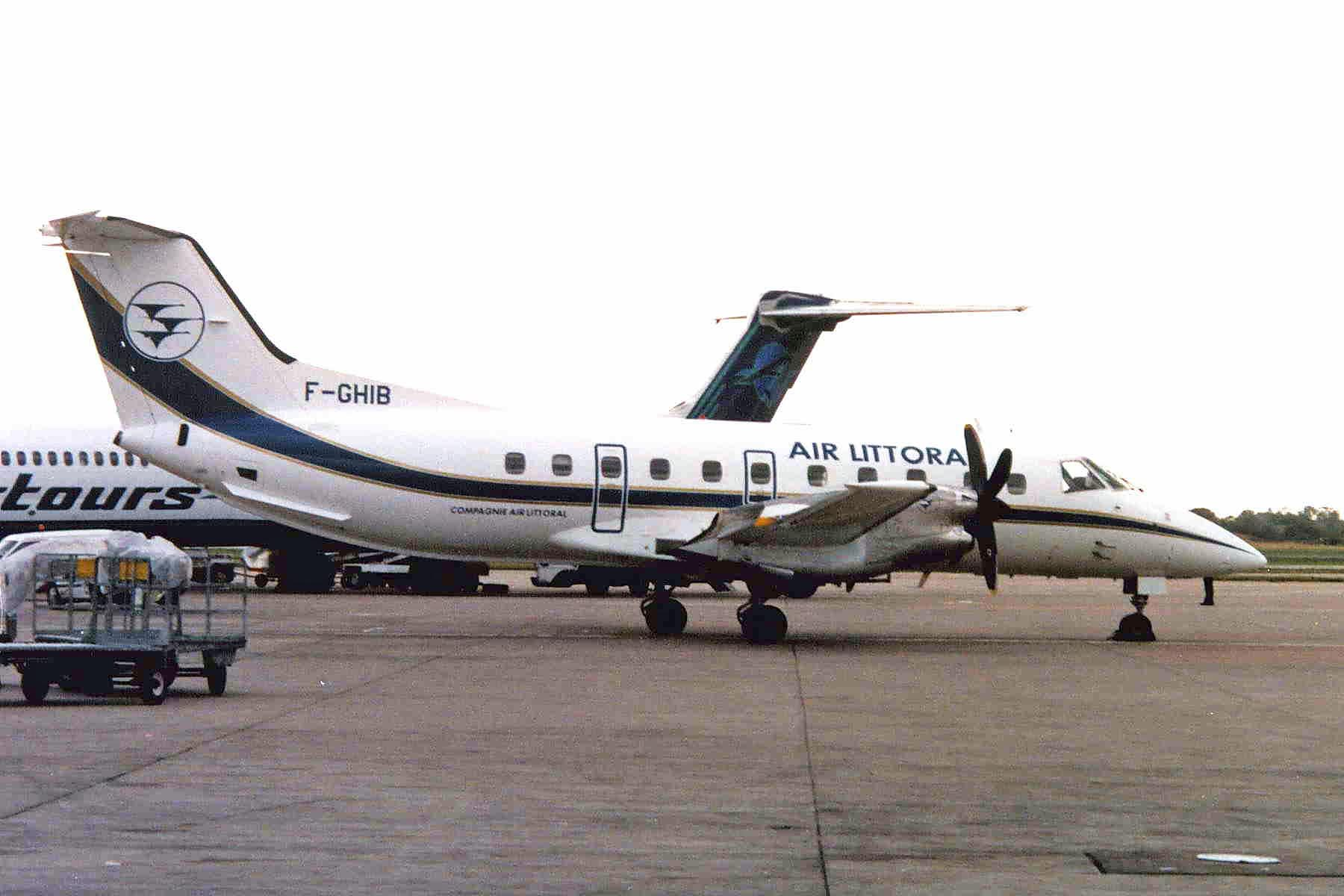
Embraer EMB 120 Brasilia der Air Littoral (1991), baugleich mit der 1987 verunglückten

- Am 21. Dezember 1987 kollidierte eine für Air France fliegende Embraer EMB 120 Brasilia (Luftfahrzeugkennzeichen F-GEGH) im Anflug auf den Flughafen Bordeaux schon fünf Kilometer nordöstlich des Platzes mit Bäumen. Bei sehr schlechter Sicht lag die Wolkenuntergrenze bei 30 m. Alle 16 Insassen kamen ums Leben. Es handelte sich um einen Controlled flight into terrain (siehe auch Air-France-Flug 1919).[5]

- Am 18. November 1988 sank eine Fairchild Swearingen Metro II der Air Littoral (Kennzeichen F-GCPG) kurz nach dem Abheben vom Flugplatz Montluçon Guéret wieder und schlug 600 m hinter der Startbahn auf. Die Maschine fing Feuer; beide Piloten und die zwei Passagiere kamen ums Leben. Vermutlich hatte sich der Stickpusher fehlerhaft aktiviert und die Maschine nach unten gedrückt (siehe auch Air-Littoral-Flug 440).[6]

- Am 30. Juli 1997 setzte eine ATR-42 (Kennzeichen F-GPYE) bei der Landung auf dem Flughafen Florenz deutlich zu spät und zu schnell auf. Sie überrollte das Ende der nur 1030 m kurzen verfügbaren Landestrecke und prallte gegen die Böschung der angrenzenden Autobahn. Einer der Piloten wurde getötet, die anderen 16 Insassen überlebten (siehe auch Air-Littoral-Flug 701).[7]